# 北海道道1145号薫別川北線
北海道道1145号薫別川北線（ほっかいどうどう1145ごう くんべつかわきたせん）は、北海道標津郡標津町内を結ぶ一般道道である。冬期通行止め区間がある。

## 概要

### 路線データ
- 起点：北海道標津郡標津町字薫別（国道335号交点）
- 終点：北海道標津郡標津町字川北（国道244号交点）
- 総延長：12.975 km
- 実延長：12.956 km
- 重用延長：0.019 km

### 道路管理者
- 釧路総合振興局 釧路建設管理部 中標津出張所

## 歴史
- 1996年（平成8年）2月29日 - 路線認定[1]。

## 路線状況

### 冬期交通規制（通行止め）
- 標津町字崎無異（崎無異ゲート） - 標津町字薫別（薫別ゲート）
区間延長：2.0 km

### 道路施設

#### 主な橋梁
- 乳薫橋（120 m、薫別川、標津町字古多糠 - 標津町字薫別）
- 上忠類橋（176 m、忠類川、標津町字古多糠）

#### 常設型ゲート
- 崎無異ゲート（標津町字崎無異180-2）
- 薫別ゲート（標津町字薫別276-16）

## 地理

### 通過する自治体
- 根室振興局
  - 標津郡標津町

### 交差する道路
標津町
- 国道335号 - 字薫別（起点）
- 国道244号 - 字川北（終点）